# LEW E05
EU20 (dawniej E05) – seria normalnotorowych uniwersalnych lokomotyw elektrycznych wyprodukowanych dla Polskich Kolei Państwowych w latach 1955–1958 przez zakłady LEW Hennigsdorf w Hennigsdorfie w NRD.
Wyprodukowano 34 egzemplarze tych pojazdów. Były to lokomotywy uniwersalne (tzn. przeznaczone do prowadzenia pociągów towarowych i pasażerskich), jednak prowadziły przede wszystkim pociągi towarowe. EU20 były pierwszymi elektrowozami obsługującymi składy towarowe na trasie Warszawa – Śląsk.
Wiele elementów lokomotywy było identycznych, jak w lokomotywach serii EU04 (np. silniki trakcyjne, przetwornice, sprężarki). EU20 były dość awaryjnymi pojazdami. Często występowały awarie oporników rozruchowych, gdyż nie miały one dodatkowego chłodzenia, jak w innych lokomotywach.
Elektrowozy tej serii przez większą część swojej eksploatacji były zgrupowane w lokomotywowni Piotrków Trybunalski. Wycofano je z eksploatacji w latach 1976–1981. Do dziś zachowano tylko jeden egzemplarz: EU20-24 znajduje się w Muzeum Kolejnictwa w Warszawie.